# Hermannstraße (metropolitana di Berlino)
La stazione di Hermannstraße è una stazione della metropolitana di Berlino, capolinea sud della linea U8.

## Interscambi
- Stazione ferroviaria (Hermannstraße)[1]
- Fermata autobus